# 이필형 (정치인)
이필형(李必炯, 1959년 12월 14일~)은 대한민국의 정치인이다. 제45대 동대문구청장이다.

## 학력
- 서울답십리국민학교 (졸업)
- 전농중학교 (졸업)
- 경복고등학교 (졸업 / 52회)
- 고려대학교 농과대학 (농업경제학 / 학사)
- 고려대학교 정책과학대학원 (정치학 / 석사)

## 경력
- 국가안전기획부, 국가정보원 28년 근무
- 참여정부 대통령비서실 민정수석실 행정관
- 제17대 대통령인수위원회 정무분과 실무위원
- 여의도 연구원 아젠다 위원
- 프리덤코리아(정책연구시민단체) 사무총장
- 국민통합연대(시민단체) 사무부총장
- 2021.08 ~ 2021.11: 제20대 대통령선거 국민의힘 홍준표 예비후보 jp희망캠프 조직1본부장
- 2021.11 ~ 2022.03: 제20대 대통령선거 국민의힘 윤석열 후보 선거대책본부 조직본부 조직통합위원회 위원장
- 대통령직인수위원회 국민통합위원회 자문위원
- 2022.07 ~ : 제46대 민선 8기 서울특별시 동대문구청장
- 2023.07 ~ 2024.06: 서울시구청장협의회 감사
- 2024.07 ~ : 서울시구청장협의회장
- 2024.11~: 대한민국시장·군수·구청장협의회 공동회장

## 역대 선거 결과
| 실시년도 | 선거      | 대수 | 직책   | 선거구        | 정당     | 득표수   | 득표율          | 순위 | 당락 | 비고           |
| -------- | --------- | ---- | ------ | ------------- | -------- | -------- | --------------- | ---- | ---- | -------------- |
| 2022년   | 지방 선거 | 45대 | 구청장 | 서울 동대문구 | 국민의힘 | 81,800표 | \| \| 53.05% \| | 1위  |      | 초선, 민선 8기 |
|          | 53.05%    |      |        |               |          |          |                 |      |      |                |

| 전임 유덕열 | 제45대 서울특별시 동대문구청장 2022년 7월 1일~ |  |